# Elacatinus dilepis
Elacatinus dilepis är en fiskart som först beskrevs av Robins och Böhlke, 1964.  Elacatinus dilepis ingår i släktet Elacatinus och familjen smörbultsfiskar. Inga underarter finns listade i Catalogue of Life.